# حبیب نفیسی
حبیب‌الله نفیسی (۱۲۸۷ – ۲۲ مرداد ۱۳۶۳) بنیان‌گذار مؤسسه عالی تکنیکوم نفیسی که بعداً به دانشگاه صنعتی خواجه نصیرالدین طوسی (دانشگاه خواجه نصیر) شهرت یافت و همچنین دانشگاه صنعتی امیرکبیر (پلی تکنیک تهران) و مؤلف نخستین قانون کار در ایران بود.

## زندگی
حبیب نفیسی زاده ۱۲۸۷ در شهر رشت بود. پدر او علی‌اصغر نفیسی نخستین وزیر بهداشت ایران بود. پدر بزرگ او ناظم الاطبا کرمانی سرشناس‌ترین پزشک عصر قاجاریه و از خاندان نفیسی در کرمان بود. حبیب نفیسی در سال ۱۳۰۸ در تهران دیپلم گرفت و برای ادامه تحصیل با هزینهٔ ارتش به اروپا رفت. پس از گرفتن درجهٔ مهندسی فنی به ایران بازگشت و با درجهٔ افسری وارد ارتش شد. پس از شهریور ۱۳۲۰ به مدیرکلی وزارت پیشه و هنر و در سال ۱۳۲۵ به معاونت وزارت کار رسید. 
حبیب نفیسی در دوران نخست وزیری ابراهیم حکیمی به رهبری هیأت ایران در کنفرانس سازمان بین‌المللی کار در پاریس شرکت کرد. ایرج افشار در کتاب خاطرات محمد علی جمالزاده عکس آنان را در کنفرانس پاریس با شرح مختصری آورده است. حبیب نفیسی در کابینه ۳۸ روزه حسین علاء در سال ۱۳۲۹ کفالت وزارت کار را عهده‌دار شد. 
حبیب نفیسی پس از روی کار آمدن محمد مصدق به سمت وزیرمختاری ایران به آمریکا رفت و پس از کودتای ۲۸ مرداد ۱۳۳۲ در کابینه سپهبد زاهدی معاون صناعت در وزارت اقتصاد ملی شد. نفیسی پس از بازنشستگی اجازه تأسیس یک دانشگاه فنی را گرفت و به نام مدرسه عالی تکنیکوم نفیسی نامگذاری کرد.

## فعالیت‌ها
با توجه به آنکه بعدها دانشگاه صنعتی خواجه نصیرالدین طوسی از ادغام چندین دانشکده از جمله مدرسه عالی تکنیکوم نفیسی ایجاد شد و اصلی‌ترین بخش این دانشگاه نیز همین مؤسسه بوده‌است، حبیب نفیسی را می‌توان بنیان‌گذار دانشگاه صنعتی خواجه نصیرالدین طوسی نیز دانست.
نفیسی علاوه بر تأسیس خواجه نصیر و پلی تکنیک بنیانگذار دانشگاه‌های علم و صنعت و مازندران نیز بود. علیرضا بذرافشان فیلم مستندی از زندگی وی تهیه کرده‌است.

## زندگی شخصی
پدر حبیب نفیسی دکتر علی‌اصغر نفیسی (مؤدب‌الدوله) نخستین وزیر بهداری ایران بود. همسر نخست نفیسی زرین‌ملک دختر حسین حکیمی و نواده میرزا محمود خان حکیم الملک (عموی ابراهیم حکیمی حکیم الملک دوم) بود که در جوانی درگذشت. همسر دوم او عظمی عدل دختر یوسف‌خان مکرم‌الملک و خواهر یحیی عدل بود. او برادرزاده سعید نفیسی است و از طریق ازدواج دوم خود با محمدولی فرمانفرمائیان باجناق شد. 
حبیب نفیسی در مرداد ۱۳۶۳ در گذشت و در بهشت زهرای تهران آرامگاه شماره ۴۳۷۷ به خاک سپرده شد.